# Ipotesi della grande virata

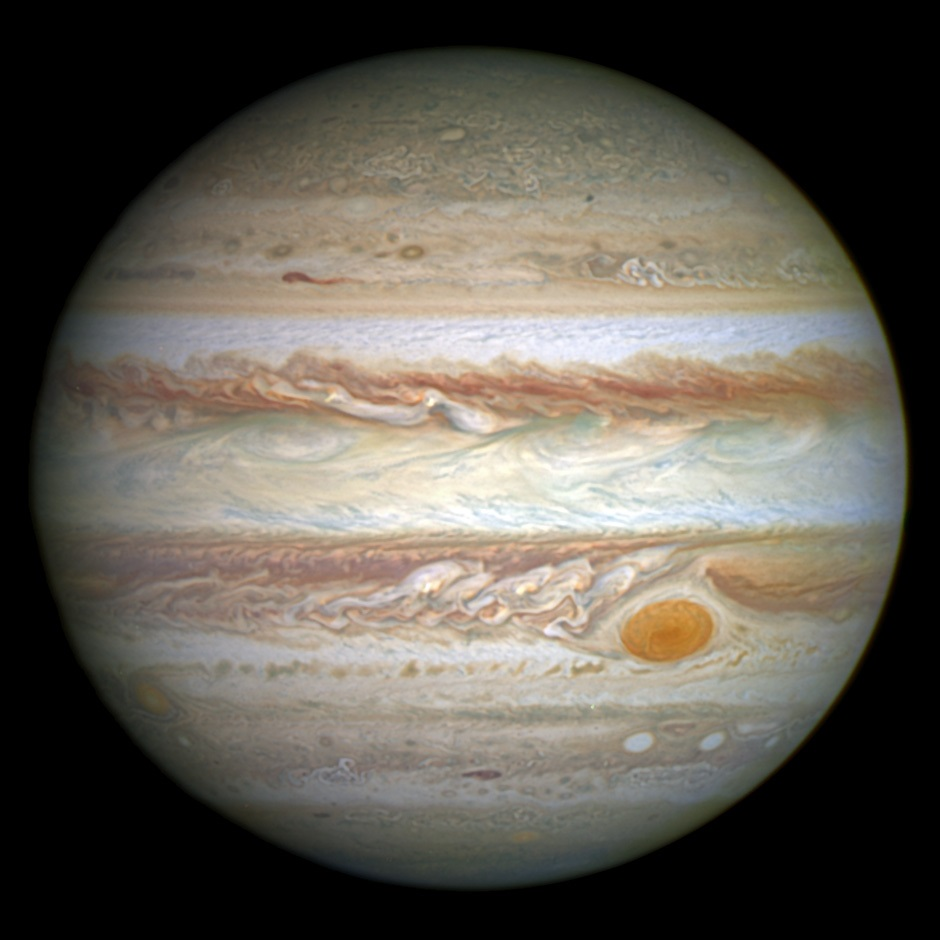
Giove avrebbe plasmato il sistema solare grazie alla sua grande virata.

Nell'astronomia planetaria, l'ipotesi della grande virata suggerisce che dopo la sua formazione a 3,5 au di distanza dal Sole, Giove sarebbe migrato verso l'interno del sistema solare fino a raggiungere una distanza di 1,5 au dal Sole prima di invertire la rotta. L'inversione sarebbe avvenuta grazie alla cattura di Saturno in una risonanza orbitale; il processo migratorio verso l'esterno si sarebbe arrestato quando Giove fosse giunto in prossimità della sua attuale orbita, a 5,2 au dal Sole. L'inversione della migrazione di Giove è paragonata al percorso di una barca a vela che cambia direzione (virata) mentre viaggia controvento.
Il disco planetesimale sarebbe stato troncato a 1,0 au dal Sole dalla migrazione di Giove, limitando il materiale disponibile per la formazione di Marte. Giove avrebbe attraversato due volte la cintura degli asteroidi, disperdendo gli asteroidi prima verso l'esterno e poi verso l'interno. La fascia che ne sarebbe risultata ha una massa relativamente piccola, si compone di corpi le cui inclinazioni ed eccentricità sono piuttosto varie e sarebbero provenienti sia dalla porzione interna del sistema, sia dalla esterna rispetto alla posizione originaria di formazione di Giove. I detriti prodotti dalle collisioni tra i planetesimi spazzati via da Giove potrebbero aver spinto una prima generazione di pianeti verso il Sole.

## Descrizione
Nell'ipotesi della grande virata, Giove avrebbe subito una migrazione in due fasi dopo la sua formazione, spostandosi verso l'interno del sistema solare fino a raggiungere una distanza di 1,5 au dal Sole prima di invertire la rotta e migrare verso l'esterno. La formazione di Giove avrebbe avuto luogo vicino al limite della neve, a circa 3,5 au dal Sole. Dopo aver eliminato una lacuna nel disco di gas, Giove sarebbe stato sottoposto a migrazione di tipo II, spostandosi lentamente verso il Sole con il disco di gas. Se ininterrotta, questa migrazione avrebbe lasciato Giove in un'orbita stretta attorno al Sole come i Gioviani caldi recentemente scoperti in altri sistemi planetari. Anche Saturno sarebbe migrato verso il Sole, ma essendo più piccolo lo avrebbe fatto più velocemente. Avrebbe cioè subito una migrazione di tipo I o migrazione fuggitiva. Saturno sarebbe converso su Giove fino ad essere catturato da questi in una risonanza di moto medio 2:3. Una lacuna sovrapposta nel disco di gas si sarebbe formata quindi attorno ai due pianeti, alterando l'equilibrio delle forze su di loro inducendoli a migrare insieme.
Saturno avrebbe parzialmente cancellato la sua parte del divario riducendo la coppia esercitata su Giove dal disco esterno. La coppia netta sui pianeti sarebbe divenuta quindi positiva, con le coppie generate dalle risonanze interne di Lindblad superiori a quelle del disco esterno. Quando ciò si fosse verificato, i pianeti avrebbero iniziato a migrare verso l'esterno. La migrazione verso l'esterno sarebbe potuta proseguire perché le interazioni tra Giove e Saturno avrebbe permesso al gas di fluire attraverso la lacuna. Scambiando momento angolare con i pianeti durante il suo passaggio, il gas avrebbe aumentato l'equilibrio positivo delle coppie; in tal modo la massa si sarebbe trasferita dal disco esterno al disco interno, permettendo ai pianeti di migrare verso l'esterno. Il trasferimento di gas nel disco interno avrebbe anche rallentato la riduzione della massa del disco interno stesso rispetto al disco esterno mentre si accumulava sul Sole, che altrimenti avrebbe indebolito la coppia interna, ponendo fine alla migrazione verso l'esterno dei pianeti. Nell'ipotesi della grande virata si presume che questo processo abbia invertito la migrazione verso l'interno dei pianeti quando Giove era a 1,5 UA dal Sole. La migrazione verso l'esterno di Giove e Saturno sarebbe continuata fino a quando non avessero raggiunto una configurazione a coppia zero all'interno di un disco svasato, o quando il disco di gas si fosse dissipato. Si suppone che una di queste due condizioni sia stata raggiunta quando Giove si è trovato in prossimità della sua orbita attuale.

## Portata dell'ipotesi della grande virata
L'ipotesi può essere applicata per spiegare molteplici fenomeni nel sistema solare.

### Problema di Marte

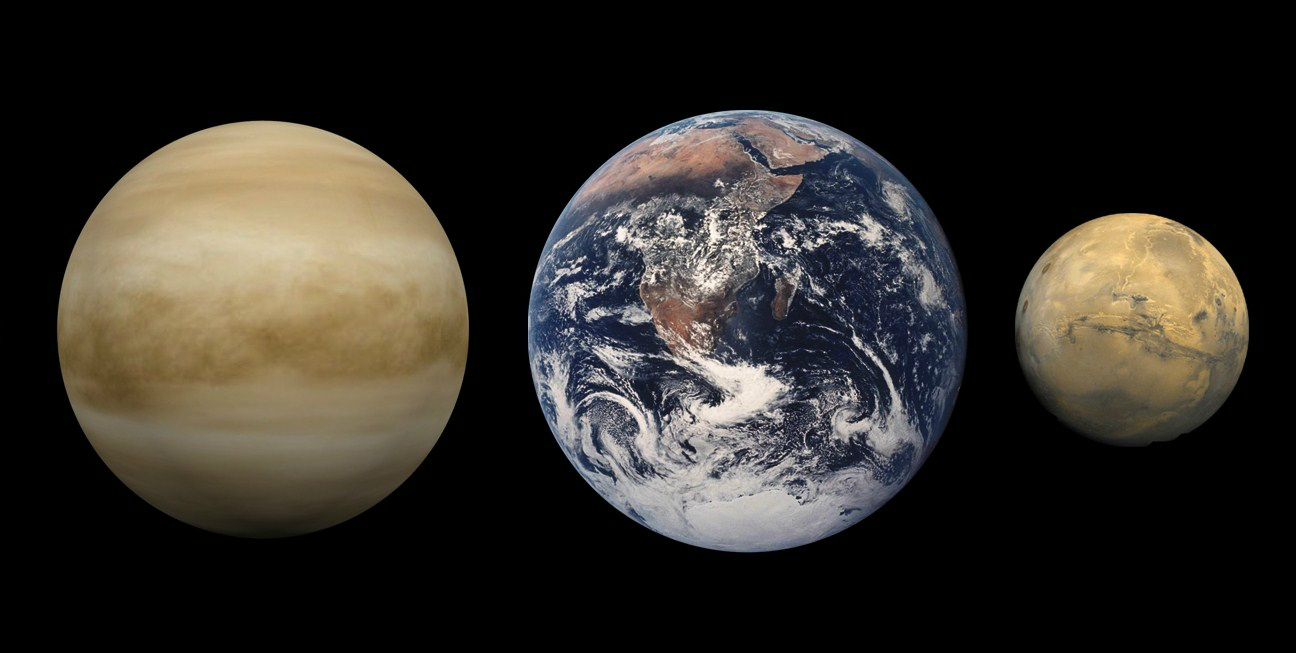
Confronto tra le dimensioni di Venere, della Terra e di Marte. La masse di Venere e Marte sono pari rispettivamente all'81% e al 10% di quella terrestre.

L'ipotesi della grande virata di Giove risolverebbe il problema della piccola massa di Marte, fornendo una spiegazione plausibile per la limitazione del materiale disponibile per la formazione del pianeta rosso. Il problema di Marte consiste infatti nell'incongruenza tra le effettive caratteristiche del pianeta rosso e i risultati di alcune simulazioni della formazione dei pianeti terrestri, che si concludono con un pianeta di 0,5−1,0 masse terrestri nella regione attualmente occupata da Marte quando iniziate con planetesimi distribuiti in modo uniforme in tutto il sistema solare interno. La massa di Marte invece è pari a solo 0,107 masse terrestri.
La migrazione verso l'interno di Giove avrebbe alterato la distribuzione del materiale nel sistema solare interno, spingendo i planetesimi verso il Sole, fino a formare una banda densa e stretta con un mix di materiali entro 1,0 au, e lasciando la regione di Marte in gran parte vuota. Embrioni planetari si sarebbero formati rapidamente nella porzione più densa. La maggior parte di questi, scontrandosi e fondendosi, avrebbero formato i più grandi pianeti terrestri (Venere e la Terra) in un periodo compreso tra 60 e 130 milioni di anni. Altri sarebbero stati espulsi all'esterno dalla porzione densa del disco, dove, privati di materiale aggiuntivo, avrebbero rallentato la loro crescita e formato infine i pianeti terrestri di massa inferiore (Marte e Mercurio).

### Fascia degli asteroidi
Giove e Saturno avrebbero scacciato la maggior parte degli asteroidi dalle loro orbite originarie durante le loro migrazioni, lasciando dietro di sé un residuo eccitato proveniente sia dall'esterno che dall'interno della posizione in cui Giove si sarebbe originariamente formato. Prima che iniziasse la migrazione del gigante gassoso, gli asteroidi occupavano le stesse regioni in cui si erano formati; la loro composizione, dunque, variava in funzione della distanza dal Sole. Gli asteroidi rocciosi dominavano la regione interna, mentre gli asteroidi più primitivi e ghiacciati quella oltre il limite della neve. Durante la migrazione verso l'interno di Giove e Saturno, circa il 15% degli asteroidi rocciosi sarebbe stato spostato verso l'esterno, su orbite al di là di quella allora occupata da Saturno. Quando il processo migratorio si sarebbe invertito, Giove e Saturno avrebbero nuovamente incontrano questi oggetti, spingendo circa lo 0,5% della popolazione originale di asteroidi rocciosi di nuovo verso l'interno su orbite stabili.
Quando infine i due giganti gassosi avrebbero nuovamente oltrepassato il limite della neve, circa lo 0,5% degli asteroidi primitivi sarebbe stato spostato sulle orbite che oggi corrispondono alla porzione esterna della fascia principale. In conseguenza degli incontri con Giove e Saturno, molti asteroidi sarebbero stati spostati su orbite con grandi valori di eccentricità e inclinazioni. Questi possono essere stati successivamente ridotti dall'instabilità del pianeta gigante descritta nel modello di Nizza, in modo da raggiungere la distribuzione dell'eccentricità corrispondente a quella dell'attuale fascia principale. Alcuni degli asteroidi ghiacciati sarebbero stati spostati su orbite che li avrebbero portati a collidere con i pianeti terrestri, apportandovi l'acqua.

### Assenza di Super Terre
L'ipotesi della grande virata potrebbe spiegare anche l'assenza di Super Terre in orbita stretta nel sistema solare interno. Durante la migrazione verso il Sole, i planetesimi sarebbero stati catturati da risonanze di moto medio col pianeta gigante. Le loro orbite conseguentemente ne sarebbero state contratte, mentre i valori dell'eccentricità orbitale sarebbero progressivamente aumentati. Quando le velocità relative avessero raggiunto valori da causare impatti catastrofici tra i planetesimi, si sarebbe potuta originare una cascata collisionale. I detriti che ne fossero risultati, avrebbero iniziato a spiraleggiare verso il Sole, trascinati dal disco di gas. Se si erano già formate delle Super Terre prima di questo stadio, avrebbero a loro volta stabilito delle risonanze con i detriti, venendo infine anch'esse trascinate verso il Sole. Gli attuali pianeti terrestri si sarebbero formati quindi dai planetesimi rimasti quando Giove invertì il percorso.

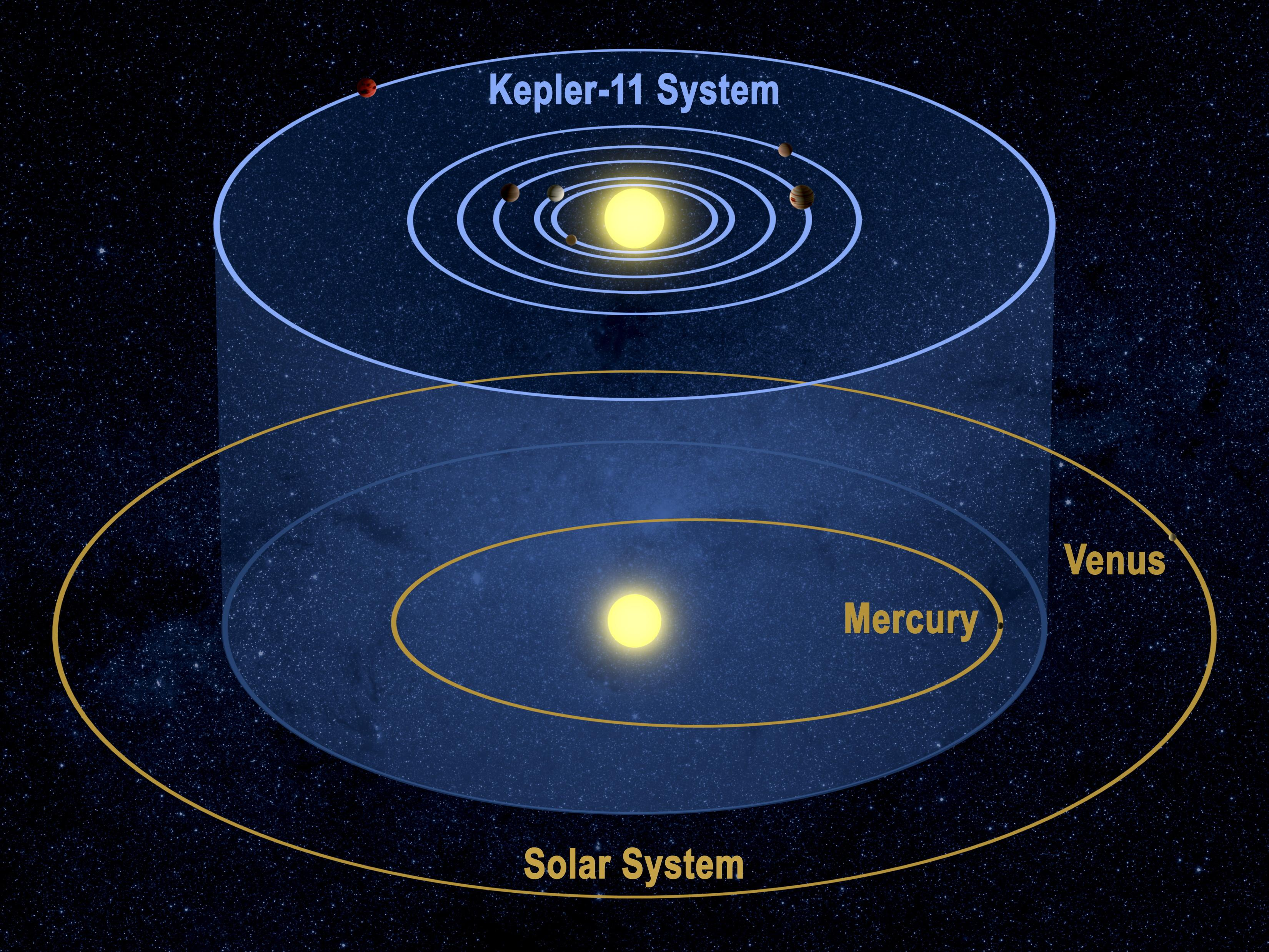
Raffronto tra le orbite del sistema Kepler-11 e quelle di Mercurio e Venere.

La migrazione delle Super Terre non avrebbe dovuto, tuttavia, necessariamente concludersi con la loro collisione con la stella centrale. Questa sarebbe evitata se i detriti si riunissero a formare oggetti più grandi, riducendo la resistenza del gas, o se nel disco protoplanetario fossero presenti delle cavità nelle regioni più interne. D'altra parte, se non si erano affatto formati pianeti rocciosi prima della migrazione di Giove, l'instaurarsi della cascata collisionale avrebbe comunque condotto alla frammentazione dei planetesimi. I detriti che ne sarebbero derivati sarebbero stati abbastanza piccoli che avrebbero potuto essere sospinti verso l'esterno dal vento solare, più intenso nelle prime fasi di formazione della stella centrale, e svuotare la regione interna rispetto all'orbita di Mercurio.

### Sviluppi successivi
Le simulazioni della formazione dei pianeti terrestri utilizzando modelli del disco protoplanetario che includono il riscaldamento viscoso e la migrazione degli embrioni planetari, indicano che la migrazione di Giove potrebbe essersi invertita a 2,0 UA dal Sole. Nelle simulazioni le eccentricità degli embrioni sono eccitate dalle perturbazioni di Giove. Man mano che queste eccentricità sono smorzate dal disco di gas più denso previsto dai modelli più recenti, i semiassi maggiori degli embrioni si restringono, spostando la densità di picco dei solidi verso l'interno. Nelle simulazioni nelle quali l'inversione della migrazione di Giove avviene a 1,5 UA dal Sole, la formazione del pianeta terrestre più massiccio avviene più vicino all'attuale orbita di Venere che a quella della Terra. Le simulazioni nelle quali l'inversione avviene a 2,0 UA dal Sole producono una corrispondenza più aderente con l'attuale configurazione del sistema solare.
Quando la frammentazione dovuta alle collisioni di tipo "hit and run" (nelle quali il corpo minore riesce parzialmente ad allontanarsi dal corpo maggiore, per quanto altamente modificato dall'urto) viene inclusa nelle simulazioni con una precoce instabilità, le orbite dei pianeti terrestri vengono riprodotte meglio. Il maggior numero di piccoli corpi risultanti da queste collisioni riduce le eccentricità e le inclinazioni delle orbite dei pianeti in crescita attraverso ulteriori collisioni e attriti dinamici. Ciò si traduce anche in una frazione maggiore della massa dei pianeti terrestri concentrata in Venere e nella Terra ed estende i loro tempi di formazione rispetto a quello di Marte.
La migrazione dei pianeti giganti attraverso la cintura degli asteroidi crea un picco nelle velocità di impatto che potrebbe provocare la formazione di condriti CB. Le condriti CB sono condriti carboniose ricche di metalli contenenti noduli di ferro/nichel che si sono formati dalla cristallizzazione dell'impatto fondendo 4,8±0,3 milioni di anni dopo i primi solidi. La vaporizzazione di questi metalli richiede impatti superiori a 18 km/s, ben oltre il massimo di 12,2 km/s previsto nei modelli di accrescimento standard. La migrazione di Giove attraverso la fascia degli asteroidi aumenta le eccentricità e le inclinazioni degli asteroidi, determinando un periodo di 0,5 milioni di anni di velocità di impatto sufficienti a vaporizzare i metalli. Se la formazione di condriti CB fosse dovuta alla migrazione di Giove, si sarebbe verificata 4,5−5 milioni di anni dopo la formazione del sistema solare.
La presenza di una fitta atmosfera attorno a Titano e la sua assenza attorno a Ganimede e Callisto potrebbe essere dovuta al tempismo della loro formazione rispetto alla grande virata. Se Ganimede e Callisto si fossero formati prima della grande virata, le loro atmosfere sarebbero andate perdute mentre Giove si avvicinava al Sole. Tuttavia, affinché Titano eviti la migrazione di tipo I in Saturno e l'atmosfera di Titano venga conservata, deve essersi formato dopo la grande virata.
Incontri con altri embrioni potrebbero aver destabilizzato il disco in orbita attorno a Marte, riducendo la massa delle lune che si sarebbero formate attorno al pianeta. Dopo che Marte fosse stato scagliato via dall'annulus dagli incontri con altri pianeti, avrebbe continuato ad avere incontri con altri oggetti fino a quando i pianeti maggiori non avessero ripulito il sistema solare interno. Mentre questi incontri avrebbero consentito a Marte di spostarsi su di un'orbita scollegata da quella degli altri pianeti e quindi stabile, avrebbero altresì perturbato il disco di materiale in orbita attorno al pianeta da cui si sarebbero formate le sue lune. Ciò avrebbe ridotto la sua massa, in parte espulsa nello spazio e in parte precipitata sul pianeta, portando di conseguenza alla formazione di lune di piccola massa.

## Potenziali problemi
La maggior parte dell'accrescimento di Marte dovrebbe aver avuto luogo al di fuori dello stretto anello di materiale formato dalla virata, se Marte avesse una composizione diversa rispetto alla Terra e Venere. I pianeti cresciuti nell'annulus creato dalla grande virata avrebbero composizioni simili; così sarebbe dunque per la Terra e Venere. Se la grande virata si fosse presentata presto, mentre l'embrione che sarebbe divenuto Marte fosse stato relativamente piccolo, si sarebbe potuto formare un pianeta con una composizione diversa dalla Terra e Venere se fosse stato scagliato verso l'esterno e poi di nuovo verso l'interno, come gli asteroidi. La probabilità che ciò possa essere accaduto, tuttavia, è approssimativamente del 2%.
Studi successivi hanno dimostrato che è improbabile che la migrazione orbitale convergente di Giove e Saturno nella nebulosa solare in dissolvenza possa aver stabilito una risonanza di moto medio 3:2. Invece di supportare una migrazione più veloce in fuga, le condizioni della nebulosa avrebbero condotto a una migrazione più lenta di Saturno e alla sua cattura in una risonanza di moto medio 2:1. La cattura di Giove e Saturno in una risonanza 2:1 in generale non avrebbe determinato l'inversione della direzione della migrazione, ma sono state comunque identificate delle configurazioni particolari della nebulosa che avrebbero potuto guidare la migrazione verso l'esterno. Queste configurazioni, tuttavia, tendono ad eccitare l'eccentricità orbitale di Giove e di Saturno a valori tra due e tre volte più grandi dei loro valori reali. Inoltre, se la temperatura e la viscosità del gas avessero consentito a Saturno di produrre un vuoto più profondo, la coppia netta risultante sarebbe potuta diventare nuovamente negativa, con conseguente migrazione verso l'interno del sistema.
L'ipotesi della grande virata ignora l'accumulo di gas in corso sia su Giove che su Saturno. In effetti, per guidare la migrazione verso l'esterno e spostare i pianeti in prossimità delle loro orbite attuali, la nebulosa solare avrebbe dovuto contenere un serbatoio di gas sufficientemente grande attorno alle orbite dei due pianeti. Tuttavia, questo gas starebbe stato anche una fonte di accrescimento, che avrebbe influenzato la crescita di Giove e Saturno e il loro rapporto di massa. Il tipo di densità della nebulosa richiesto per la cattura nella risonanza di moto medio 3:2 sarebbe stato particolarmente pericoloso per la sopravvivenza dei due pianeti, perché avrebbe potuto portare a una significativa crescita di massa e al conseguente rischio di interazione gravitazionale tra i due pianeti. D'altra parte, anche le condizioni che portassero a sistemi risonanti 2:1 potrebbero mettere in pericolo i pianeti. L'accumulo di gas su entrambi i pianeti avrebbe ridotto inoltre l'apporto al disco interno, riducendo la velocità di accrescimento dello stesso Sole. Questo processo finirebbe inoltre per impoverire in qualche modo la porzione del disco all'interno dell'orbita di Giove, indebolendo le coppie sul pianeta derivanti dalle risonanze di Lindblad e potenzialmente ponendo fine alla sua migrazione verso l'esterno.

## Alternative
Molteplici ipotesi alternative sono state proposte per spiegare la piccola massa di Marte. Potrebbe essere il risultato di eventi poco probabili, ma non di sé loro impossibili. Infatti, esiste una piccola frazione di simulazioni che inizia con i planetesimi distribuiti sull'intero sistema solare interno e termina con la corretta formazione di Marte. Marte potrebbe essere conseguenza del fatto che la sua regione di formazione fosse in gran parte già vuota perché il materiale solido si era spostato verso l'interno prima della formazione dei planetesimi. Sarebbe stato questo il caso, ad esempio, se l'instabilità del pianeta gigante descritta nel modello di Nizza si fosse verificata precocemente nella formazione del sistema solare. Se la maggior parte della crescita di planetesimi e degli embrioni di pianeti fosse avvenuta per accrescimento di materiale roccioso, Marte potrebbe essere il risultato della minor efficienza di questo processo all'aumentare della distanza dal Sole. Ampie risonanze secolari durante il dissipamento del disco di gas potrebbero anche eccitare inclinazioni ed eccentricità, aumentando le velocità relative a un punto tale che le collisioni provocherebbero frammentazione anziché accrescimento. Alcune di queste ipotesi potrebbero anche spiegare la piccola massa della fascia principale.
Sono state inoltre proposte varie ipotesi per spiegare le eccentricità e le inclinazioni orbitali degli asteroidi e la bassa massa della fascia principale. Se la regione della fascia degli asteroidi fosse stata inizialmente vuota a causa della formazione di pochi planetesimi, avrebbe potuto essere popolata da planetesimi ghiacciati che erano stati spostati verso l'interno durante l'accrescimento gassoso di Giove e Saturno, e da asteroidi rocciosi spostati verso l'esterno dalla formazione dei pianeti terrestri. I planetesimi ghiacciati spostati verso l'interno avrebbero potuto anche fornire l'acqua alla Terra. Una cintura degli asteroidi inizialmente poco massiccia avrebbe potuto avere eccentricità e inclinazioni orbitali eccitate da risonanze secolari se le orbite risonanti di Giove e Saturno fossero diventate caotiche prima dell'instabilità del modello di Nizza. Le eccentricità e le inclinazioni degli asteroidi potrebbero anche essere state eccitate durante l'instabilità del pianeta gigante, raggiungendo i livelli osservati se fosse durata per alcune centinaia di migliaia di anni. Le interazioni gravitazionali tra gli asteroidi e gli embrioni di pianeti in una fascia degli asteroidi inizialmente massiccia migliorerebbero questi effetti alterando i semiassi maggiori degli asteroidi, spingendo molti asteroidi in orbite instabili dove sarebbero stati rimossi dall'interazione con i pianeti e causando la perdita di oltre il 99% della sua massa. La risonanza secolare durante la dissipazione del disco di gas avrebbe potuto eccitare le orbite degli asteroidi e rimuoverne molti mentre spiraleggiavano verso il Sole a causa della resistenza del gas dopo che le loro eccentricità erano aumentate.
Diverse ipotesi sono state avanzate anche per spiegare la mancanza di una super Terra in orbita stretta e la piccola massa di Mercurio. Se il nucleo di Giove si fosse formato vicino al Sole, la sua migrazione verso l'esterno attraverso il sistema solare interno avrebbe potuto spingere il materiale verso l'esterno nelle sue risonanze, lasciando la regione all'interno dell'orbita di Venere depauperata di materiale. In un disco protoplanetario che si stava evolvendo tramite un vento del disco, gli embrioni planetari avrebbero potuto migrare verso l'esterno prima di fondersi per formare pianeti, lasciando il sistema solare senza pianeti interni all'orbita di Mercurio. Una prima generazione di pianeti interni avrebbe potuto andare persa a causa di collisioni catastrofiche durante un'instabilità, causando la macinazione dei detriti abbastanza piccoli da essere persi a causa della resistenza di Poynting-Robertson. Se la formazione planetesimale si fosse verificata solo all'inizio, il bordo interno del disco planetesimale avrebbe potuto trovarsi in questo momento sulla linea di condensazione del silicato. La formazione di planetesimi più vicini all'orbita di Mercurio potrebbe aver richiesto che il campo magnetico della stella fosse allineato con la rotazione del disco, consentendo l'esaurimento del gas in modo tale che i rapporti solido-gas raggiungessero valori sufficienti affinché si verificassero instabilità di flusso. La formazione di Super Terre potrebbe richiedere un flusso più elevato di materiale roccioso verso l'interno di quello che si è verificato nel primo sistema solare